# Trigonistis camptoloma
Trigonistis camptoloma är en fjärilsart som beskrevs av Turner 1902. Trigonistis camptoloma ingår i släktet Trigonistis och familjen nattflyn. Inga underarter finns listade i Catalogue of Life.